# József Kovács (zapaśnik)
József Kovács (ur. w 1929 w Csongrádzie, zm. w 1991 w Hamburgu) – węgierski zapaśnik, uczestnik Igrzysk Olimpijskich w 1952 w Helsinkach. Na igrzyskach wziął udział w turniejach zapaśniczych styl klasyczny ponad 87 kg i styl wolny ponad 87 kg. Zdobywca czwartego miejsca w stylu wolnym na Mistrzostwach Świata w 1954.

## Igrzyska Olimpijskie 1952

### Styl klasyczny
W stylu klasycznym Kovács przegrał dwie walki pierwszą przed czasem z Czechem Josefem Růžičką reprezentującym Czechosłowację, a następnie przegrał na punkty z reprezentantem Rumunii Alexandru Șuli.

### Styl wolny
W stylu wolnym również przegrał dwie walki pierwszą przed czasem z przyszłym złotym medalistą Arsenem Mekokiszwilim ze ZSRR a następnie na punkty z późniejszym brązowym medalistą Kenem Richmondem reprezentującym Wielką Brytanię.